# ピノ石
ピノ石(Pinnoite)は、MgB2O(OH)6またはMgB2O4·3(H2O)の組成を持つマグネシウムホウ酸塩鉱物である。正方晶系の結晶を形成し、無色から黄色または明緑色の放射繊維状塊か、または稀にプリズム状結晶として産出する。
ピノ石は、1884年にドイツテューリンゲン州のシュタースフルトカリウム堆積層で発見され、ドイツのハレ地域出身の鉱山技師（Oberbergrat）、ヨハン・フリードリヒ・ヘルマン・ピンノ（Johann Friedrich Hermann Pinno）の名前に因んで命名された。海の蒸発岩堆積層や鉱泉の風解により生成する。ボラサイト、カリボライト等の鉱物とともに産出する。カリフォルニア州のデスヴァレーやチベットのDa Quidam塩湖、アルゼンチンのSocacastroにあるホウ砂鉱山でも産出する。